# Честър Хаймс
Честър Хаймс (на английски: Chester Himes) е известен афроамерикански американски писател на произведения в жанра криминален роман, трилър, социална драма и мемоари.

## Биография и творчество
Честър Бомар Хаймс е роден на 29 юли 1909 г. в Джеферсън Сити, Мисури, САЩ, в семейството на Джоузеф Хаймс, преподавател по промишлени занаяти в колеж за афроамериканци, и Естел Бомар, учителка в женската семинария на Скотия. Когато е на около 12 години, баща му поема учителска работа в делтата на Арканзас в Бранч Колидж (сега Университет на Арканзас в Пайн Блъф). Скоро след това се случва нещастие с брат му, който ослепява при експерименти с барут.
През 1925 г. семейството се установява в Кливланд, Охайо. Бракът на родителите му е нещастен и те се развеждат. След завършване на гимназията следва в държавния университет на Охайо в Кълъмбъс, Охайо, но е изключен заради лоши оценки и поведение. Започва кратка кариера на престъпник в Кливланд работейки като сводник, продавайки контрабанден алкохол по време на сухия режим и участвайки в обири. В края на 1928 г. е арестуван и осъден за въоръжен грабеж на затвор и тежък труд за 25 години, и изпратен в затвора в Охайо.
В затвора започва да пише разкази и ги публикува в национални списания, с което уважението на надзирателите и съкилийниците. Първите му разкази се появяват през 1931 г. в The Bronzeman и от 1934 г. в списание Esquire. Разказът му „Към какъв червен ад“, както и романът му, „Хвърли първия камък“ от 1952 г., са по темата за катастрофалния затворнически пожар, на който той става свидетел Пенитенциарният затвор в Охайо през 1930 г. През 1934 г. той е преместен в Лондонското поправително общежитие (в Лондон, Охайо) и през април 1936 г. е освободен условно под попечителството на майка си. След освобождаването си от 1937 г. работи на непълен работен ден в програмите за възстановяване на икономиката след Голямата депресия: първоначално като работник, а след това като сътрудник в обществената библиотека на Кливланд, а в периода 1938 – 1940 г. като писател по проекта за написване на история на щата Охайо и по-късно пътеводител за Кливланд. Заедно с работата си продължава да пише художествена литература. Свързва се с Лангстън Хюз, който му помага в света на литературата и издателството. През 1937 г. Хаймс се жени за Джийн Джонсън.
През 1940 г. работи като готвач и иконом във фермата Малабар, имение в района на Мансфийлд на писателя Луис Бромфийлд, който го подкрепя в усилията му да пише. От началото на 1941 година работи известно време като сценарист в Холивуд като пише пише и разкази и есета в черни списания. Започва да пише полу-автобиографични протестни романи. През 1945 г. издава и първия си роман If He Hollers Let Him Go (Ако вика, пуснете го), история за чернокож работник в корабостроителницата в Лос Анджелис по време на Втората световна война, който се бори срещу расизма, както и със собствените си насилствени реакции срещу расизма. Вторият му роман, Lonely Crusade (Самотен кръстоносен поход), е издаден през 1947 г. и описва миграцията на милиони афроамериканци в периода 1940 – 1970 г. от Юга към Северозапада на САЩ, и отношенията им с установената черна общност, колеги, синдикати и ръководство. През 1948 г. получава стипендия за писане в Общността на художниците в Ядо.
През 1952 г. се разделя със съпругата си и се отправя на пътуване в Европа, оставайки известно време в Лондон и Майорка. Установява се в Париж, където се свързва с други писатели емигранти като Ричард Райт и Джеймс Болдуин и свободната творческа бохема.
В края на 50-те години на XX век среща втората си съпруга, журналистката на „Хералд Трибюн“ Лесли Пакард. През 1959 г. той получава инсулт и тя напуска работа си, за да се грижи за него, вкл. като редактор и коректор. Двамата се сблъскват с редица трудности като двойка от смесена раса, но с подкрепата на политически колеги и творчески приятели успяват да ги преодолеят. През 1969 г. те се преместват в Морайра, Испания, където живеят да смъртта на Хаймс. Женят се през 1978 г., след като той успява да се разведе с първата си съпруга.
Първият му роман „От любов към Имабел“ от криминалната поредицата „Ед Джонсън Ковчегът и Гробарят Джоунс“ е издаден през 1957 г. Главните герои са чернокожи детективи от нюйоркската полиция в Харлем, които разследват различни престъпления, работят в екип и се справят с с нарушителите по безмилостен, насилствен начин, размахвайки и използвайки огромни оръжия за уреждане на спорове. Романите се отличават с язвителен емоционален тембър и фаталистичен подход към ситуациите на улицата. Романът печели Голямата награда за криминална литература на Франция и прави Хаймс известен. През 1991 г. романът е екранизиран във филма „Бесове в Харлем“ с участието на Форест Уитакър, Грегъри Хайнс и Робин Гивънс.
Той е автор и на две автобиографични книги.
Честър Хаймс умира от болестта на Паркинсон на 12 ноември 1984 г. в Морайра. Погребан е в близкото градче Бениса, Испания.

## Произведения

### Самостоятелни романи
- If He Hollers Let Him Go (1945)[1][2]
- Lonely Crusade (1947)
- Cast the First Stone (1952) – издаден и като Yesterday Will Make You Cry
- The Third Generation (1954)
- The End of a Primitive (1955)
- Pinktoes (1961) – сатира
- Run Man Run (1966)
- A Case of Rape (1980)

### Поредица „Ед Джонсън Ковчегът и Гробарят Джоунс“ (Coffin Ed Johnson and Grave Digger Jones)
1. For Love of Imabelle (1957) – издаден и като A Rage in Harlem – Голямата награда на Франция за криминална литература[1][2]
От любов към Имабел, изд.: „Хр. Г. Данов“, Пловдив (1986), прев. Снежа Цонева
2. The Real Cool Killers (1959)
3. The Crazy Kill (1959)
4. The Big Gold Dream (1960)
5. All Shot Up (1960)
6. Cotton Comes to Harlem (1965)
7. The Heat's On (1966) – издаден и като Come Back, Charleston Blue
8. Blind Man with a Pistol (1969) – издаден и като Hot Day Hot Night
Изпепеляващи нощи, изд. „Силви-Aрт“ София (1994), прев. Галин Йорданов
9. Plan B (1993)[5]

### Сборници
- Black On Black (1973) – разкази[4]
- The Collected Stories of Chester Himes (1990)[1]

### Документалистика
- The Quality of Hurt (1972) – автобиография[1]
- My Life of Absurdity (1976) – автобиография[4]

### Екранизации
- 1968 If He Hollers, Let Him Go! – по романа
- 1970 Cotton Comes to Harlem – по романа
- 1972 Come Back Charleston Blue – по романа
- 1991 Бесове в Харлем, A Rage in Harlem – по романа
- 1994 Cosmic Slop – тв филм, по разказа Tang
- 2006 The Assassin of Saint Nicholas Avenue